# Nocera Superiore
Nocera Superiore er en italiensk by i Campania i Salernoprovinsen. Byen har 23.837 indbyggere og er beliggende på jernbanen mellem Napoli og Salerno. Byen har regionalbanestation. Byen er meget gammel og var i oldtiden kendt under navnet Nuceria Alfaterna, og der i og omkring byen foretaget flere udgravninger fra denne tid.
Byen er især kendt på grund af sit meget gamle dåbskapel, Battistero di Santa Maria Maggiore, der ligger tæt på centrum. Dåbskapellet blev opført i det 6. århundrede, og dets indre fremstår i dag i stort set uændret skikkelse, bort set fra at der i middelalderen er blevet malet nogle få fresker. Dåbskapellets kuppel bæres af 30 søjler, og dåbsbassinet er det næststørste i Italien. H.C. Andersen besøgte dåbskapellet under en af sine rejser i Italien, hvor han lavede en tegning af dåbskapellets indre.

## Billedgalleri
- Dåbskapellet Santa Maria Maggiore
- Dåbskapellets indre
- Dåbskapellets indre
- Dåbskapellets indre